# Пенза IV
Пе́нза IV — узловая железнодорожная станция Пензенского региона Куйбышевской железной дороги, располагается в городе Пензе. На станции проводится маневровая работа с грузовыми вагонами (формирование и расформирование вывозных и передаточных поездов).

## История
Станция была открыта в 1895 году с вводом новой линии Рузаевка — Пенза Московско-Казанской железной дороги. В 1909 году на месте старого деревянного вокзала был выстроен типовой вокзал в кирпиче, аналогичный остальным на дороге. В 1969 году станция была электрифицирована постоянным током 3 кВ.

## Техническая информация
По характеру работы станция Пенза IV является грузовой станцией, по объёму выполняемой работы отнесена ко 2-му классу. Путевое развитие состоит из 15 путей: 2 главных (№ 1, 2), 6 приёмо-отправочных (№ 3-8), 6 сортировочно-отправочных (№ 9-14) и 1 погрузочно-выгрузочный (№ 15). На станции расположено 3 переезда: 1 (охраняемый) — в нечётной горловине (136км+566 м), 2 — в чётной горловине (139 км+138м к ст.Пенза-3 и 1 км+239м к ст. Пенза-1). Центр организации работы станции — ДЦС-1 Пенза.
Комплексный контроль за техническим состоянием путей на станции осуществляет Пензенская дистанция пути (ПЧ-2). Контроль за техническим обслуживанием и ремонтом устройств автоматики и телемеханики осуществляет Пензенская дистанция сигнализации, централизации и блокировки (ШЧ-1). Техническое и хозяйственное обслуживание тяговых подстанций и контактной сети обеспечивает Пензенская дистанция электроснабжения (ЭЧ-1). Устройства железнодорожной связи обслуживает Пензенский региональный центр связи (РЦС-1).
Станция включена в диспетчерскую централизацию участка Пенза — Красный Узел. Станция находится на автономном управлении, на пульте ДНЦ только контроль стрелок и стрелочных секций.

## Пригородное сообщение
Пригородные пассажирские перевозки до Пензы I, Булычёво, Саранска и обратно осуществляет Башкортостанская ППК электропоездами ЭД4М и ЭТ2М приписки ТЧ-11 Безымянка.